# Araneus
Az Araneus a pókszabásúak (Arachnida) osztályának pókok (Araneae) rendjébe, ezen belül a főpókok (Araneomorphae) alrendjébe és a keresztespókfélék (Araneidae) családjába tartozó nem.

## Rendszerezés
A nembe az alábbi 645 faj tartozik:
| - Araneus aballensis - Araneus abeicus - Araneus abigeatus - Araneus acachmenus - Araneus acolla - Araneus acrocephalus - Araneus acronotus - Araneus acropygus - Araneus acuminatus - Araneus acusisetus - Araneus adiantiformis - Araneus adjuntaensis - Araneus aethiopicus - Araneus aethiopissa - Araneus affinis - Araneus agastus - Araneus akakensis - Araneus aksuensis - Araneus albiaculeis - Araneus albidus - Araneus albilunatus - Araneus albomaculatus - Araneus alboquadratus - Araneus albotriangulus - Araneus alboventris - Araneus alhue - Araneus allani - Araneus alsine (hűsölő keresztespók) - Araneus altitudinum - Araneus amabilis - Araneus amblycyphus - Araneus amurius - Araneus amygdalaceus - Araneus ana - Araneus anantnagensis - Araneus anaspastus - Araneus anatipes - Araneus ancurus - Araneus andrewsi - Araneus anguinifer - Araneus angulatus - Araneus anjonensis - Araneus annuliger - Araneus annulipes - Araneus anuncinatus - Araneus apache - Araneus apicalis - Araneus apiculatus - Araneus apobleptus - Araneus appendiculatus - Araneus apricus - Araneus aragua - Araneus aralis - Araneus arenaceus - Araneus arfakianus - Araneus arganicola - Araneus argentarius - Araneus arizonensis - Araneus asiaticus - Araneus aubertorum - Araneus aurantiifemuris - Araneus auriculatus - Araneus axacus - Araneus badiofoliatus - Araneus badongensis - Araneus bagamoyensis - Araneus baicalicus - Araneus balanus - Araneus bandelieri - Araneus bantaengi - Araneus bargusinus - Araneus basalteus - Araneus bastarensis - Araneus baul - Araneus beebei - Araneus beijiangensis - Araneus biapicatifer - Araneus bicavus - Araneus bicentenarius - Araneus bigibbosus - Araneus bilunifer - Araneus bimaculicollis - Araneus bimini - Araneus biprominens - Araneus bipunctatus - Araneus bispinosus - Araneus bivittatus - Araneus blaisei - Araneus blochmanni - Araneus blumenau - Araneus boerneri - Araneus boesenbergi - Araneus bogotensis - Araneus boneti - Araneus bonsallae - Araneus borealis - Araneus boreus - Araneus bosmani - Araneus bradleyi - Araneus braueri - Araneus brisbanae - Araneus bryantae - Araneus bufo - Araneus caballo - Araneus calusa - Araneus camilla - Araneus canacus - Araneus canalae - Araneus canestrinii - Araneus caplandensis - Araneus carabellus - Araneus carchi - Araneus cardioceros - Araneus carimagua - Araneus carnifex - Araneus carroll - Araneus castilho - Araneus catillatus - Araneus catospilotus - Araneus caudifer - Araneus cavaticus - Araneus celebensis - Araneus cercidius - Araneus cereolus - Araneus chiapas - Araneus chiaramontei - Araneus chingaza - Araneus chunhuaia - Araneus chunlin - Araneus cingulatus - Araneus circe - Araneus circellus - Araneus circulissparsus - Araneus circumbasilaris - Araneus coccinella - Araneus cochise - Araneus cohnae - Araneus colima - Araneus colubrinus - Araneus compsus - Araneus comptus - Araneus concepcion - Araneus concinnus - Araneus concoloratus - Araneus corbita - Araneus corporosus - Araneus corticaloides - Araneus corticarius - Araneus crassipes - Araneus crinitus - Araneus crispulus - Araneus cristobal - Araneus cuiaba - Araneus cungei - Araneus cyclops - Araneus cylindriformis - Araneus cyphoxis - Araneus cyrtarachnoides - Araneus dayongensis - Araneus decaisnei - Araneus decentellus - Araneus decolor - Araneus decoratus - Araneus demoniacus - Araneus depressatulus - Araneus desierto - Araneus detrimentosus - Araneus diabrosis - Araneus diadematoides - koronás keresztespók (Araneus diadematus) - Araneus dianiphus - Araneus diffinis - Araneus dimidiatus - Araneus diversicolor - Araneus doenitzellus - Araneus dofleini - Araneus dospinolongus - Araneus dreisbachi - Araneus drygalskii - Araneus ealensis - Araneus eburneiventris - Araneus eburnus - Araneus ejusmodi - Araneus elatatus - Araneus elizabethae - Araneus ellipticus - Araneus elongatus - Araneus emmae - Araneus enucleatus - Araneus enyoides - Araneus excavatus - Araneus expletus - Araneus exsertus - Araneus falcatus - Araneus fastidiosus - Araneus favorabilis - Araneus faxoni - Araneus felinus - Araneus fengshanensis - Araneus ferganicus - Araneus ferrugineus - Araneus fictus - Araneus finneganae - Araneus fishoekensis - Araneus fistulosus - Araneus flagelliformis - Araneus flavisternis - Araneus flavopunctatus - Araneus flavosellatus - Araneus flavosignatus - Araneus flavus - Araneus floriatus - Araneus formosellus - Araneus frio - Araneus fronki | - Araneus frosti - Araneus fulvellus - Araneus fuscinotus - Araneus gadus - Araneus galero - Araneus gazellae - Araneus gazerti - Araneus geminatus - Araneus gemma - Araneus gemmoides - Araneus gerais - Araneus gestrellus - Araneus gestroi - Araneus gibber - Araneus ginninderranus - Araneus goniaeoides - Araneus goniaeus - Araneus graeffi - Araneus graemii - Araneus granadensis - Araneus granti - Araneus gratiolus - Araneus groenlandicola - Araneus grossus - Araneus guandishanensis - Araneus guatemus - Araneus guerrerensis - Araneus guessfeldi - Araneus gundlachi - Araneus gurdus - Araneus guttatus - Araneus guttulatus - Araneus habilis - Araneus haematomerus - Araneus hamiltoni - Araneus hampei - Araneus haploscapellus - Araneus haruspex - Araneus henanensis - Araneus herbeus - Araneus hierographicus - Araneus himalayanus - Araneus hirsti - Araneus hirsutulus - Araneus hispaniola - Araneus holzapfelae - Araneus horizonte - Araneus hortensis - Araneus hoshi - Araneus hotteiensis - Araneus huahun - Araneus hui - Araneus huixtla - Araneus humilis - Araneus idoneus - Araneus iguacu - Araneus illaudatus - Araneus indistinctus - Araneus inquietus - Araneus interjectus - Araneus inustus - Araneus iriomotensis - Araneus isabella - Araneus ishisawai - Araneus iviei - Araneus jalimovi - Araneus jalisco - Araneus jamundi - Araneus juniperi - Araneus kalaharensis - Araneus kapiolaniae - Araneus karissimbicus - Araneus kerr - Araneus kirgisikus - Araneus kiwuanus - Araneus klaptoczi - Araneus koepckeorum - Araneus komi - Araneus kraepelini - Araneus lacrymosus - Araneus ladschicola - Araneus lamperti - Araneus lancearius - Araneus lanio - Araneus lateriguttatus - Araneus lathyrinus - Araneus latirostris - Araneus leai - Araneus lechugalensis - Araneus legonensis - Araneus lenkoi - Araneus lenzi - Araneus leones - Araneus liae - Araneus liber - Araneus liberalis - Araneus liberiae - Araneus licenti - Araneus lineaacutus - Araneus lineatipes - Araneus lineatus - Araneus linshuensis - Araneus lintatus - Araneus linzhiensis - Araneus lithyphantiformis - Araneus lixicolor - Araneus loczyanus - Araneus lodicula - Araneus longicaudus - Araneus luteofaciens - Araneus lutulentus - Araneus macacus - Araneus macleayi - Araneus madagascaricus - Araneus mamillanus - Araneus mammatus - Araneus mangarevoides - Araneus margaritae - Araneus margitae - Araneus mariposa - márványos keresztespók (Araneus marmoreus) - Araneus marmoroides - Araneus masculus - Araneus masoni - Araneus mastersi - Araneus matogrosso - Araneus mauensis - Araneus mayumiae - Araneus mazamitla - Araneus mbogaensis - Araneus memoryi - Araneus mendoza - Araneus menglunensis - Araneus meropes - Araneus mertoni - Araneus metalis - Araneus metellus - Araneus meus - Araneus miami - Araneus microsoma - Araneus microtuberculatus - Araneus mimosicola - Araneus minahassae - Araneus miniatus - Araneus minutalis - Araneus miquanensis - Araneus missouri - Araneus mitificus - Araneus monica - Araneus monoceros - Araneus montereyensis - Araneus moretonae - Araneus mortoni - Araneus morulus - Araneus mossambicanus - Araneus motuoensis - Araneus mucronatellus - Araneus mulierarius - Araneus musawas - Araneus myurus - Araneus nacional - Araneus nashoba - Araneus navicula - Araneus necopinus - Araneus neocaledonicus - Araneus nephelodes - Araneus nidus - Araneus nigmanni - Araneus nigricaudus - Araneus nigrodecoratus - Araneus nigroflavornatus - Araneus nigromaculatus - Araneus nigropunctatus - Araneus nigroquadratus - Araneus niveus - Araneus noegeatus - Araneus nojimai - Araneus nordmanni - Araneus nossibeus - Araneus notacephalus - Araneus notandus - Araneus noumeensis - Araneus novaepommerianae - Araneus nox - Araneus nuboso - Araneus nympha - Araneus obscurissimus - Araneus obscurtus - Araneus obtusatus - Araneus ocaxa - Araneus ocellatulus - Araneus octodentalis - Araneus octumaculalus - Araneus ogatai - Araneus omnicolor - Araneus orgaos - Araneus origenus - Araneus oxygaster - Araneus oxyurus - Araneus paenulatus - Araneus pahalgaonensis - Araneus pahli - Araneus paitaensis - Araneus pallasi - Araneus pallescens - Araneus pallidus - Araneus panchganiensis - Araneus panniferens - Araneus papulatus - Araneus partitus - Araneus parvulus - Araneus parvus - Araneus pauxillus - Araneus pavlovi - Araneus pecuensis | - Araneus pegnia - Araneus pellax - Araneus penai - Araneus pentagrammicus - Araneus perincertus - Araneus petersi - Araneus pfeifferae - Araneus phaleratus - Araneus phlyctogena - Araneus phrygiatus - Araneus phyllonotus - Araneus pichoni - Araneus pico - Araneus pictithorax - Araneus pinguis - Araneus pistiger - Araneus pius - Araneus plenus - Araneus pogisa - Araneus poltyoides - Araneus polydentatus - Araneus pontii - Araneus popaco - Araneus postilena - Araneus poumotuus - Araneus powelli - Araneus praedatus - Araneus praesignis - Araneus prasius - Araneus pratensis - Araneus principis - Araneus pronubus - Araneus prospiciens - Araneus providens - Araneus prunus - Araneus pseudoconicus - Araneus pseudosturmii - Araneus pseudoventricosus - Araneus psittacinus - Araneus pudicus - Araneus puebla - Araneus pulcherrimus - Araneus pulchriformis - Araneus punctipedellus - Araneus pupulus - Araneus purus - Araneus qianshan - négyes keresztespók (Araneus quadratus) - Araneus quaesitus - Araneus queribundus - Araneus quietus - Araneus quirapan - Araneus rabiosulus - Araneus radja - Araneus ragnhildae - Araneus rainbowi - Araneus ramulosus - Araneus rani - Araneus rarus - Araneus raui - Araneus recherchensis - Araneus relicinus - Araneus repetecus - Araneus reversus - Araneus riveti - Araneus roseomaculatus - Araneus rotundicornis - Araneus rotundulus - Araneus royi - Araneus rubicundulus - Araneus rubripunctatus - Araneus rubrivitticeps - Araneus rufipes - Araneus russicus - Araneus ryukyuanus - Araneus saccalava - Araneus saevus - Araneus sagicola - Araneus salto - Araneus sambava - Araneus santacruziensis - Araneus santarita - Araneus savesi - Araneus schneblei - Araneus schrencki - Araneus scutellatus - Araneus scutifer - Araneus scutigerens - Araneus seensis - Araneus selva - Araneus seminiger - Araneus senicaudatus - Araneus separatus - Araneus septemtuberculatus - Araneus sericinus - Araneus sernai - Araneus shunhuangensis - Araneus sicki - Araneus simillimus - Araneus singularis - Araneus sinistrellus - Araneus sinuosus - Araneus sogdianus - Araneus spathurus - Araneus speculabundus - Araneus sponsus - Araneus squamifer - Araneus stabilis - Araneus stella - Araneus stolidus - Araneus strandiellus - Araneus striatipes - Araneus strigatellus - Araneus strupifer - Araneus sturmi - Araneus suavis - Araneus subflavidus - Araneus subumbrosus - Araneus sulfurinus - Araneus svanetiensis - Araneus sydneyicus - Araneus sylvicola - Araneus taigunensis - Araneus talasi - Araneus talca - Araneus talipedatus - Araneus tambopata - Araneus tamerlani - Araneus taperae - Araneus tartaricus - Araneus tatianae - Araneus tatsulokeus - Araneus tellezi - Araneus tenancingo - Araneus tenerius - Araneus tengxianensis - Araneus tepic - Araneus tetraspinulus - Araneus texanus - Araneus thaddeus - Araneus thevenoti - Araneus thorelli - Araneus tiganus - Araneus tijuca - Araneus tinikdikitus - Araneus titirus - Araneus toma - Araneus tonkinus - Araneus toruaigiri - Araneus transversivittiger - Araneus transversus - Araneus triangulus - Araneus tricoloratus - Araneus trifolium - Araneus trigonophorus - Araneus trigonus - Araneus triguttatus - Araneus tschuiskii - Araneus tsurusakii - Araneus tubabdominus - Araneus tuscarora - Araneus ubicki - Araneus unanimus - Araneus uniformis - Araneus unistriatus - Araneus urbanus - Araneus urquharti - Araneus ursimorphus - Araneus uruapan - Araneus urubamba - Araneus usualis - Araneus uyemurai - Araneus variegatus - Araneus velutina - Araneus venatrix - Araneus ventricosellus - Araneus ventricosus - Araneus ventriosus - Araneus vermimaculatus - Araneus villa - Araneus vincibilis - Araneus viperifer - Araneus virgunculus - Araneus virgus - Araneus viridisomus - Araneus viridiventris - Araneus viridulus - Araneus v-notatus - Araneus volgeri - Araneus vulpinus - Araneus vulvarius - Araneus walesianus - Araneus washingtoni - Araneus wokamus - Araneus woodfordi - Araneus workmani - Araneus wulongensis - Araneus xavantina - Araneus xianfengensis - Araneus xizangensis - Araneus yadongensis - Araneus yapingensis - Araneus yasudai - Araneus yatei - Araneus yuanminensis - Araneus yukon - Araneus yunnanensis - Araneus yuzhongensis - Araneus zapallar - Araneus zebrinus - Araneus zelus - Araneus zhangmu - Araneus zhaoi - Araneus zuluanus - Araneus zygielloides |